# François-Jacques Logerais dit Pimousse
François-Jacques Logerais dit Pimousse ou Piemousse, né le 9 mars 1767 à Cherré (Maine-et-Loire)  et mort le 12 octobre 1838 à Marigné, était un chef chouan pendant la Révolution française.

## François-Jacques Logerais ditPimousse
Fils d'un closier, il participe activement avec ses deux frères à la chouannerie  en Mayenne, particulièrement dans la région de Château-Gontier et Daon. 
Il est chef chouan dans la troupe de Joseph-Juste Coquereau, capitaine de paroisse de Marigné. Sa compagnie comptait 200 hommes vers 1795-1796. Il est signalé parmi les chefs chouans de la division Gaullier  au 1er semestre 1796. En l'an VII, il se trouvait en Craonnais à la tête de 30 chouans et 12 émigrés. Il fut victorieux à Saint-Quentin le 16 mars 1799. Il est signalé à Marigné, canton de Laigné à l'été 1799.
Il est fait chevalier de l'ordre national de la Légion d'honneur en 1828.

## Pierre Logerais ditChassebleuet René Logerais ditPetit-Chouan
Nés à Marigné, chouans de la division Coquereau dès 1794, blessés au combat du château de Noirieux (à Saint-Laurent-des-Mortiers) le 11 janvier 1795. Chasse-bleu accompagna Coquereau à l'abbaye de Pontron près d'Angers en juin 1795; Petit-Chouan s'attacha ensuite au comte de Bourmont.

## Sources et bibliographie
- Dossier de Légion d'honneur de François-Jacques Logerais dit Pimousse.
- « François-Jacques Logerais dit Pimousse », dans Alphonse-Victor Angot et Ferdinand Gaugain, Dictionnaire historique, topographique et biographique de la Mayenne, Laval, A. Goupil, 1900-1910 [détail des éditions] (BNF 34106789, présentation en ligne)
- Dictionnaire des chouans de la Mayenne, de Hubert La Marle, Association du souvenir de la chouannerie mayennaise, imp. de la manutention, Éditions régionales de l'Ouest, Mayenne, 2005